# 하이바쯩군
하이바쯩군(Quận Hai Bà Trưng /郡𠄩婆徵)은 베트남 하노이의 행정 구역이다. 하이바쯩이라는 이름은 1세기 후한의 지배 하에 있던 베트남의 반란을 주도한 쯩짝(徵側)과 쯩니(徵貳)를 일컫는 쯩 자매(베트남어: Hai Bà Trưng 하이바쯩[*])에서 유래된 이름이다. 하노이 공과 대학교와 하노이 토목 대학교가 여기에 있다.

## 행정구역
하이바쯩은 20개의 프엉(坊)을 관할하고 있다.
- 응우옌 주 (Nguyễn Du /阮攸)
- 부이 티 쑤언 (Bùi Thị Xuân /裴氏春)
- 응오 티 념 (Ngô Thì Nhậm /吳時任)
- 동년 (Đồng Nhân / 同仁)
- 밧쿠단 (Bạch Đằng /白藤)
- 타인냔 (Thanh Nhàn /淸閑)
- 박코아 (Bách Khoa / 百科)
- 빈뚜이 (Vĩnh Tuy /永綏)
- 쯔엉딩 (Trương Định /張定)
- 레다이하인 (Lê Đại Hành /黎大行)
- 포후에 (Phố Huế /舖化)
- 팜딘호 (Phạm Đình Hổ /范廷琥)
- 동막 (Đông Mác /東漠)
- 타인루온 (Thanh Lương /淸涼)
- 까우젠 (Cầu Dền /梂畑)
- 박마이 (Bạch Mai / 白梅)
- 꾸인마이 (Quỳnh Mai /瓊梅)
- 민카이 (Minh Khai /明開)
- 동떰 (Đồng Tâm / 同心)
- 꾸인로이 (Quỳnh Lôi /瓊雷)

## 명소
- 빈뚜이 대교
- 티엔꽝호

## 교육
- 하노이 약학 대학교
- 하노이 공과 대학교
- 하노이 토목 대학교

## 병원
- 108 병원
- 후우응히 병원 (Bệnh viện Hữu nghị)